# Thompson maskinpistol
Thompson submachine gun, i folkemunde Tommy gun, var en af de første maskinpistoler, man kunne bære rundt på uden besvær. De vigtigste konstruktører var Theodore H. Eickhoff, Oscar V. Payne og George E. Goll. Projektet blev kaldt "Annihilator I", og i 1918 var de fleste konstruktionsproblemer løst. Den 1. verdenskrig sluttede dog, før de første prototyper nåede til Europa.
Thompson-maskinpistolen havde allerede fra den fuldt færdige model 1921 en temmelig høj skudkadence (mere end 900 skud/minut), hvilket var mere end andre, sammenlignelige maskinpistoler. Den høje skudhastighed betød dog i sammenhæng med et tungt aftræk og kolbens overdrevent nedadtrukne forløb, at våbnet havde en tendens til at vride sig bort fra målet i retningen opad mod højre.
Sammenlignet med moderne 9 mm maskinpistoler som Uzi og Heckler & Koch MP5 var Thompsons kaliber .45 tung og besværlig at fastholde på målet, og den havde en overdreven rekyl. Omvendt var den – i forhold til samtidens standard – en af de mest effektive og pålidelige maskinpistoler. Våbnet var og blev kostbart at fremstille, og det må anses for at have været en liebhaverting, som kun politiet og mafiaen havde midler til at købe.

## Varianter

### Persuader & Annihilator
Der var til at begynde med to forskellige eksperimentelle modeller af maskinpistolen, Persuader var en bæltefødet udgave udviklet i 1918, mens den forbedrede Annihilator-version blev fødet fra et 20- skudsmagasin. Senere udviklede man 50- og 100-skuds-tromlemagasiner til Annihilator-modellen.

### Model1919
Model 1919 af Thompson-maskinpistolen blev kun produceret i 40 eksemplarer, med mange variationer. Våbnene, som havde en meget høj skudkadence på omkring 1.500 skud i minuttet, blev demonstreret i Camp Perry i 1920. Næsten alle Model 1919 blev lavet uden kolber og frontsigter, og den endelige version lignede den senere Model 1921. Ideen med modellen var, at man med dette våben skulle kunne rense fjendtlige skyttegrave effektivt.
- Kaliber: .45 ACP (11.4x23mm), .22LR, .32 ACP, .38 ACP, 9 mm Parabellum, .351 Winchester Self-Loading.
- Vægt: 3,75 kilo (8 lb 4oz).
- Længde: 808 mm (31.8 in).
- Løbslængde: 267 mm (10.5 in).
- Skudkadence: 1.500 skud/minuttet.
- Magasinkapacitet: 20- eller 30-skuds-magasin; 50- eller 100-skuds-tromle.
- Effektiv rækkevidde: 100-150 meter.

### Model 1921
Model 1921 var den første større produktion af maskinpistolen, og der blev fremstillet 15.000 eksemplarer af Colt for Auto-Ordnance Corporation. I det originale design minder maskinpistolen om et sportsvåben, med et blåneret løb med varmeriller og et vertikalt frontgreb. Modellen var dyr at producere og kostede omkring 225 dollars i butikkerne på grund af træets høje kvalitet og de fint udførte interne dele. Modellen så militærtjeneste med marinekorpset i Nicaragua, men fik ikke en militær typebetegnelse. Model 1921 var berømt som våben for politi og kriminelle og optrådte i mange film.
- Kaliber: .45ACP (11.4x23 mm), .22LR, .32ACP, .38ACP, 9 mmP, .351 Winchester Self-Loading.
- Vægt: 4,4 kilo.
- Længde: 808 mm - 909 mm.
- Løbslængde: 267 mm, 368 mm.
- Skudkadence: 800-900 skud/minut.
- Magasinkapacitet: 20- eller 30-skuds-magasin; 50- eller 100-skuds-tromle.
- Effektiv rækkevidde: 100-150 meter.[1]

### Model of1923
Model 1923 blev introduceret for at udvide Auto-Ordnance Companys sortiment, og blev demonstreret for den amerikanske hær. Den havde bedre rækkevidde og skudkraft end andre Thompson modeller, fordi den brugte .45 Remington-Thompson ammunitionen i stedet for .45 ACP. Den havde horisontalt frontgreb, støtteben og bajonet montage. Den skulle overtage rollen som støttevåben fra Browning Automatic Rifle (BAR), men hæren var godt tilfreds med Browning modellen, og ønskede ikke Model 1923. Den blev derfor aldrig sat i produktion.
- Kaliber: .45ACP (11.4x23 mm), .45 Remington-Thompson.
- Vægt: 5,7 kilo.
- Længde: 808 mm - 909 mm.
- Løbslængde: 267 mm, 368 mm.
- Skudkadence: 800 skud/minut.
- Magasinkapacitet: 20- eller 30-skuds-magasin.
- Effektiv rækkevidde: 50 meter.

### B.S.A. Thompson maskinpistoler
For at øge interessen og salget på det udenlandske marked indgik Auto-Ordnance i et samarbejde med Birmingham Small Arms Co. (BSA) i England om at producere en europæisk Thompson på licens. De blev produceret i små mængder og så anderledes ud end den klassiske type. B.S.A. maskinpistolerne blev produceret i europæiske kalibre som 7.65 mm Parabellum og 9 mm Parabellum. De blev afprøvet af flere potentielle kunder, inklusive Frankrig i midten af 1920'erne, men blev aldrig sat i større produktion.
M26
- Kaliber: 9 mm Parabellum.
- Vægt: 3,4 kilo.
- Længde: 89 cm – 91 cm.
- Løbslængde: 318 mm.
- Skudkadence: 800 skud/minut.
- Magasinkapacitet: Ukendt.
- Effektiv rækkevidde: 100 meter.

M29
- Kaliber: .45ACP, 9 mm Parabellum, 9 mm Bayard, 7.63 mm Mauser, 7.65 mm Parabellum.
- Vægt: 4,3 – 4,8 kilo.
- Længde: 89 cm – 91 cm.
- Løbslængde: 318 mm.
- Skudkadence: 700-800 skud/minut.
- Magasinkapacitet: Ukendt.
- Effektiv rækkevidde: 100 meter.

### Model1927
Model 1927 var en semiautomatisk version af Model 1921. Den kunne dog nemt konverteres til fuldautomatisk skydning med dele fra en Model 1921. Den blev derfor klassificeret som en maskinpistol under National Firearms Act i 1934.
- Kaliber: .45ACP (11.4x23 mm), .45 Remington-Thompson.
- Vægt: 4,4 kilo.
- Længde: 808 mm.
- Løbslængde: 267mm.
- Skudkadence: Semiautomatisk.
- Magasinkapacitet: 20-skuds-magasin, 50- eller 100-skuds-tromle.
- Effektiv rækkevidde: 150 meter.

### Model 1928
Model 1928 var den første model, der så omfattende militært brug hos den amerikanske flåde og marinekorpset i 1930'erne. Den originale Model 1928 var en Model 1921 med nedsat skudkadence efter krav fra flåden. Da 2. verdenskrig begyndte, reddede store kontrakter fra Frankrig og England fabrikanten fra bankerot. Modellen blev officielt indført i militæret som M1928.
- Kaliber: .45ACP (11.4x23 mm) (nogle eksperimentiell modeller i .30 Carbine).
- Vægt: 4,4 kilo.
- Længde: 808 mm.
- Løbslængde: 267 mm.
- Skudkadence: 600 skud/minut.
- Magasinkapacitet: 20- eller 30-skuds-magasin, 50- eller 100-skuds-tromle.
- Effektiv rækkevidde: 100-150 meter.[1]

### M1928A1
Denne variant blev maseproduceret efter angrebet på Pearl Harbor. Ændringerne inkluderede et horisontalt frontgreb, og montage til en militær skulderrem. På trods af den store efterspørgsel fra Lend-Lease programmet, der skulle sende våben til Kina, Frankrig og Storbritannien, var der kun to fabrikker der fremstillede maskinpistolen i den første del af 2. verdenskrig. Våbnet blev mest brugt af marinekorpset, der anvendte den i stillehavskrigen. Selvom våbnet både kunne bruge 20 og 30 skuds magasiner samt 50 skuds tromler, fandt man hurtigt ud af at tromlerne fik funktionsfejl ved feltbrug, og var for tunge til længere patruljer. 562,511 blev fremstillet.
Sovjetunionen modtog også M1928A1 maskinpistoler, der var inkluderet som standard udstyr i M3 Stuart kampvognene der blev sendt via Lend-Lease programmet. Våbnet blev aldrig udleveret i den røde hær, på grund af manglen på .45 ACP ammunition på østfronten, og våbnene blev derfor blot oplagret.
- Kaliber: .45ACP (11.4x23 mm).
- Vægt: 4,4 kilo.
- Længde: 838 mm.
- Løbslængde: 318 mm.
- Skudkadence: 600 skud/minut.
- Magasinkapacitet: 20- eller 30-skuds-magasin, 50-skuds-tromle.
- Effektiv rækkevidde: 150 meter.

### M1
M1 modellen, der blev indført som United States Submachine Gun Cal. .45, M1, var resultatet af yderligere simplificering af våbnet. Skudkadencen blev nedsat til 600-700 skud/minut, og geværet fik en simplere gasdrevet genladning. Ladegrebet blev flyttet til siden af våbnet, og bagsigtet blev erstattet af et simplere sigte. Montagen til tromlemagasiner og køleribberne på løbet blev fjernet.
Resultatet var en billigere maskinpistol, der kunne produceres hurtigere, og man brugte nu også kun de billigere stangmagasiner med 20 eller 30 skud. Maskinpistolen blev udleveret til amerikanske tropper 1942.
- Kaliber: .45ACP (11.4x23 mm).
- Vægt: 4,4 kilo.
- Længde: 808 mm.
- Løbslængde: 267 mm.
- Skudkadence: 600-700 skud/minut.
- Magasinkapacitet: 20- eller 30-skuds-magasin.
- Effektiv rækkevidde: 100-150 meter.[1]

### M1A1
M1A1 er en forbedret udgave af M1. Ud over ændringer i affyringsmekanismen fik den også forstærkninger og et fastlåst bagsigte. Maskinpistolen kunne produceres på den halve tid af, hvad det tog at fremstille en model 1928A1, og til en langt lavere pris. I 1939 kostede en Thompson 209 dollars, mens den i 1942 kostede 45 dollars. Tanken med denne model var, at den skulle bruges af amerikanske elitestyrker til natoperationer, men lige til denne brug faldt den igennem, fordi den "raslede". I slutningen af 1944 blev M1A1 erstattet af den endnu billigere M3 maskinpistol, den såkaldte "Grease Gun".
- Kaliber: .45ACP (11.4x23 mm).
- Vægt: 4,8 kilo.
- Længde: 808 mm.
- Løbslængde: 267 mm.
- Skudkadence: 700-750 skud/minut.
- Magasinkapacitet: 20- eller 30-skuds-magasin.
- Effektiv rækkevidde: 150 meter.

### Model 1927A1
Model 1927A1 er en semiautomatisk udgave af Thompson produceret af Auto-Ordnance til det civile marked fra 1974 til 1999. Det interne design er markant anderledes end originalens. Siden 1999 er den blevet produceret af Kahr Arms fra Worchester i Massachusets.

### Model 1927A3
Model 1927A3 er en semiautomatisk version i kaliber .22, produceret af Auto-Ordnance.

### Model 1927A5
Er en semiautomatisk version i kaliber .45 ACP, produceret af Auto-Ordnance. Den er fremstillet i aluminium for at mindske vægten, og har ingen kolbe.